# Szögi Csaba (táncművész)
Szögi Csaba S.H.C. (Szeged, 1960. június 27. –) Harangozó Gyula-díjas magyar táncművész, koreográfus, táncpedagógus, egyetemi adjunktus, Magyarország Érdemes Művésze, a Közép-Európa Táncszínház igazgatója, a Bethlen Téri Színház art menedzsere

## Pályája
1972-ben az ÉDOSZ Szeged Néptáncegyüttesben kezdett táncolni. Két év múlva az országos szólótánc fesztiválon, minden idők legfiatalabbjaként, már Aranysarkantyús táncos címet nyert. 1974-ben Tímár Sándor és Virágvölgyi Márta vezetésével Táncház-vezetői képzést kap. Tizenöt éves korában kapta első színházi szólószerepét Seregi László Székelyfonó című darabjában, és abban az évben a Népművészet Ifjú Mestere kitüntetést is átvehette. 
Országos hírnévre, az 1977-ben megrendezett Ki mit tud? tehetségkutató versenyen tett szert, ahol néptánc szólistaként lett egyedüli döntős. 1979-ben A szegedi Tömörkény István Művészeti Középiskolában "B" kategóriás előadóművészi diplomát, majd 1980-ban sikeres vizsgával "A" kategóriás ORI előadóművészi működési engedélyt szerzett. Részt vett több néptánc- és népzenei gyűjtőúton (Apátfalva, Sándorfalva, Tápé, Méhkerék, Elek, Kétegyháza, Madocsa, Decs, Kalocsa, Szék, Székelyföld), ezeket az eredeti anyagokat felhasználva tanított később Nyíregyházán, Győrött, Kalocsán, Dunaújvárosban, a Bihari- és a Honvéd Együttesben valamint az amszterdami Nemzetközi Folklór Táncszínházban. 1979-ben lett a Bihari János Táncegyüttes szólistája, és az utánpótlás csoport vezetője, nyolc éven át Novák Ferenc asszisztenseként dolgozott, itt készítette első koreográfiáját is. 
1980 és 1984 között a Nemzeti Színház Stúdió táncoktatója. 1980-tól néhány éves megszakítással a Dunaújvárosi Vasas Táncegyüttes művészeti vezetője volt egészen 1993-ig. 1983-ban alapítója a dunaújvárosi Alkotó Műhelynek, melynek tagjai Bognár József, Énekes István, Janek József és Szögi Csaba, akik Janghy B. Zita alkotói álnéven késztettek darabokat egészen 1992-ig. Ezzel párhuzamosan, önálló alkotásai mellett 1982-től rendszeres mozgástervezője, koreográfusa különböző színházak előadásainak, első munkája a Pesti Színházban volt.
1983-1986 között a Honvéd Együttes vendégművésze, 1987-ben a Művelődési Minisztérium Eötvös Alapítványától alkotói ösztöndíjat nyert. 1983-1988 között a Népművelési Intézet Néptáncosok Szakmai Háza szakmai munkatársaként is dolgozott. 1988-ban szerzett pedagógus diplomát az Állami Balett Intézetben (Magyar Táncművészeti Főiskola). 1986-1991 között a Győri Balett vendégművésze volt. 1987-től 1988-ig pedig a Magyar Televízió Szép magyar táncok és Koreográfus portrék sorozatainak volt társszerkesztője, Sós Anna mellett.
1988-ban Énekes Istvánnal átvette a Népszínház Táncegyüttes (NSZT) vezetését, majd új nevet adtak a NSZT-nek, így született meg 1989-ben a Közép-Európa Táncszínház (KET). A Mesenincs királyfi című gyermekeknek szóló táncszínházi előadással új műfajt teremtettek. 1997-2001 között újra aktívan táncolt a KET szólistájaként. A Budapesti Tavaszi Fesztivál kiemelt rendezvényét, az első Kortárs Magyar Táncfesztivált koordinálta. 2001-ben megalapította a Bethlen Kortárs Fotógalériát. 2003-ban elindította a Kortárs Zenei Vasárnapok sorozatot, és még abban az évben megszervezte az első Szegedi Alternatív Színházi Szemlét (SZASZSZ), melynek 2007-ig főszervezője volt. 2004-2010 között a tánc szakmai szervezetek, minden évben újraválasztották a Harangozó Gyula-díj kuratórium tagjának, a kuratórium pedig elnöknek.
2004-ben a Táncművészeti Kerekasztal tagjaként, melynek egy Tánctörvény megalkotása volt a feladata, a Nemzeti Kulturális Örökség Minisztériumával folyó tárgyalásokban, a független tánctársulatok működési feltételeinek javítását célzó témakör felelőseként dolgozott. Sikeresen megpályázta Dunaújváros Táncszínházának művészeti vezetői posztját melynek 2005-ben a Bartók Táncszínház nevet adta. Még abban az évben Énekes Istvánnal a Bartók Táncszínház művészeti projektvezetőjével új fesztivált szervezett Dunaújvárosban, MONOTÁNC néven, melyet később nemzetközivé bővített. 2006-ban kilenc meghívott alkotóval megrendezte az I. dunaújvárosi Ifjú Koreográfusok Fórumát. Két év után, a felhalmozódó elfoglaltságai miatt, lemondott a Bartók Táncszínház művészeti vezetéséről, ahol felkérték művészeti projektvezetőnek. 2007-ben Az Előadó-művészeti törvény ("színházi törvény") előkészítő bizottság tagjaként a független táncterületért felelt.
2008-tól 2010-ig az Alternatív Színházi Szemle vezetőségi tagja volt. A Magyar Koreográfusok Társasága (S.H.C.) javaslatára a Magyar Köztársaság Igazságügy Minisztere öt évre kinevezte a Szerzői Jogi Szakértő Testület tagjának. 2008-ban a Független Színházak Szövetsége jelöltjeként, négy évre felkérték a Fülöp Viktor táncművészeti ösztöndíj kuratóriumába. A Táncművészek Szövetsége delegálta az Előadó-művészeti Tanácsba, mint a független táncegyüttesek képviselőjét.
2010-től az Imre Zoltán díj kuratóriumi tagja, ügyvivője.
2011-ben a Magyar Táncművészeti Egyetem MA képzésén sikeres államvizsgát tett, és Táncmester diplomát szerzett. Májusban megszervezte az első KET Fesztet a Gödör Kulturális Központban.
2012-ben alapítja meg a Bethlen Téri Színházat, amelynek művészeti igazgatója. A színház arculatát a színesség, a nyitottság, az innováció és a tehetségkutatás határozza meg. Megjelenik a tánc mellett a zenés és prózai színház, a báb és gyerekszínház, nemzetiségi színház, képzőművész színház, új-cirkusz, de helyet ad zenei programoknak is. Új tehetségkutató és gondozó programokat indít, táncalkotóknak " IKF – Ifjú Koreográfusok Fóruma", fotós iskoláknak és művészeti oktatással foglalkozó intézményeknek, kiállítási lehetőségeket biztosít a Bethlen Galériában, képzőművészeknek "Mozdulj Ránk" (színházi arculattervező pályázat), színházi rendezőknek: "Találkozások" program,"Ambíció" program fiatal alkotóknak és alkotói közösségeknek, zenészeknek "Párbeszéd koncertek", "Pinokkió Színházi Alkotótábort" általános iskolásoknak. Új fesztiválokat indít; Sissi Őszi Tánchét, Globe Feszt, és a határon túli magyar színházi műhelyeket bemutató Vendégváró Fesztivált.
2014-ben a Magyar Táncművészek Szövetsége elnöksége meghívja a Nemzeti Táncprogram előkészítő bizottságába, a jövő művész nemzedék OKJ-s képzésére is figyelmet fordít, a Nemzeti Szakképzési és Felnőttképzési Hivatal, vizsgabiztosnak nevezi ki, majd az Eszterházy Károly Egyetem Oktatáskutató és Fejlesztő Intézet képzésén, sikeres vizsgaelnöki vizsgát tesz. 2015-ben A Magyar Táncművészek Szövetsége elnökségének felkérésére az előadó-művészeti törvényt módosító javaslatokat kidolgozó, táncművészeti szakmai bizottság munkájában, 2017-ben a "Táncművészek továbbképzés-programja" előkészítő munkacsoportjában vállal szerepet. 2018-tól a Magyar Táncművészeti Egyetemen, a Nyíregyházi Egyetemen, és a Marosvásárhelyi Művészeti Egyetemen társulatmenedzsmentet tanít. 2020-tól a Magyar Rektori Konferencia delegáltja a Nemzeti Előadó-művészeti Érdekegyeztető Tanácsban.

## Családja
A nagy múltú Szegi családból származik, amely a Hont-Pázmány nemzetségből valók, mint a Szentgyörgyi vagy a Forgách családok. 1624-ig tudja Szegeden visszavezetni a családfáját, amikor is a város főbírójának nevezték ki a Győrből érkező nemes Szerecsényi Szeghy Mártont. Édesapja dr. Szögi Zoltán jogtanácsos, fiatalon képeket festett, amelyet a II. világháború után abbahagyott. Édesanyja Székelyudvarhelyen született és a híres Református Kollégium tanítóképzőjében tanult, amelynek falai közül a magyar kultúra olyan neves egyéniségei kerültek ki, mint Orbán Balázs, Benedek Elek, vagy Kányádi Sándor, akivel egy időben járt a kollégiumba. Édesanyja 1944-ben menekült Magyarországra.

## Magánélete
1982-ben nősült, 2004-ben elvált, ebből a házasságából egy gyermeke született 1988-ban, Aaron Szogi operatőr és világosító; második fia Szögi Máté Vince 2019-ben született.

## Főbb szerepei
| Novák Ferenc: - Hegyen völgyön lakodalom - Szegedi Szabadtéri Játékok - Szüret - Szegedi Szabadtéri Játékok - Vásár - Szegedi Szabadtéri Játékok - Májusjárás - Szegedi Szabadtéri Játékok - Verbunk - Bihari Táncegyüttes - Passió - Bihari Táncegyüttes - Magyar Elektra - Honvéd Együttes - Szarvassá változott fiak - Honvéd Együttes Foltin Jolán: - Ugróslány - Bihari - Honvéd Együttes - Párbeszéd - Bihari Táncegyüttes - Páros - Bihari Táncegyüttes - Párválasztó - Bihari Táncegyüttes - Kalotaszegi Pár - Bihari Táncegyüttes - Kőmíves Kelemenné - Bihari Táncegyüttes - Gyermekjátékok - Bihari Táncegyüttes Szigeti Károly: - Ellentétek - Bihari Táncegyüttes Györgyfalvay Katalin: - Bújócska II. - Bihari Táncegyüttes | Kricskovics Antal: - Ősi elégiák - Fáklya Táncegyüttes Markó Iván: - Jézus az Ember fia – Győri Balett - Párizs gyermekei - Győri Balett Janek József: - Féldallam - Dunaújváros Szögi Csaba: - Raszputyin, az ördög? - KET - Puszta - KET Horváth Csaba: - Tűzugrás - KET - Szép csendesen - KET - ŐS K.(Városi Busman) - KET - A csodálatos mandarin - KET - Mandarin (néma) - KET Gergye Krisztián: - T.E.S.T. II. - KET |

## Koreográfiái
| - Kalotaszegi legényes - Bihari Táncegyüttes - Ritka magyar, Sárközi legények, Méhkeréki táncok, Pontozó és csárdás, Pásztorbotoló - Dunaújváros - Székelyföldi táncok - Dunaújvárosi Móricz Zsigmond Általános Iskola - Pódium, Siculicidium, Szerelem, szerelem, Fehér szelek, Crescendo - Dunaújváros - Allegro - Sisyphos - Dunaújváros - Újvárosi táncok - Dunaújváros - I. M. Örkény István "Egypercesek" - Dunaújváros - A csodálatos mandarin - Dunaújváros - Az utolsó tangó - Dunaújváros - Szerelmi etűd - Dunaújváros - Boszorkányok, varázslatok /finálé - Szegedi Szabadtéri Játékok - Botoló - Zala Táncegyüttes - A fonóban - Viszneki Gyermek Táncegyüttes | - Egy kiáltás képei - KET- Józsefvárosi Színház - Etűdök népzenére - KET- Józsefvárosi Színház - Variációk 5 tételben - KET- Józsefvárosi Színház - Mesenincs királyfi - KET- Józsefvárosi Színház - Elígért boldogság - KET- Thália Színház - Hová, hová Hétrőfös? - KET- Nemzeti Színház - Mortadello Op. 21 - KET- Katona József Színház - Bulgakov: A Mester és Margarita - KET- Nemzeti Színház - I. M. P. P. Pasolini - Viperafészek - KET- SHURE Stúdió - Liszt Ferenc - Magyar Rapszódiák - KET- Budavári Nyári Theatrum - Carmina Burana - KET- AGRIA Játékok Eger - A Hétrőfös visszatér - KET- Bethlen Kortárs Táncműhely - Raszputyin, az Ördög ? - KET- Thália Színház - Betonkoszorú – Dunaújváros - Puszta - KET- Bethlen Kortárs Táncműhely |

## Színházi munkái
| - Marton-Novák: Kőműves Kelemen - Pesti Színház (koreográfus asszisztens) - Petrik József: Irma, te édes! - Józsefvárosi Színház - Beke Sándor: Fösvény - Józsefvárosi Színház - Kerényi-Novák: Fehér Anna - Nemzeti Színház (koreográfus asszisztens) - Beke Sándor: KaliguLÓ - Jókai Színház Komárno - Petrik József: Charlie nénje - Józsefvárosi Színház - Beke Sándor: Mária Evangéliuma - Bástya Színház Komárno - Kincses Elemér: Egy szerelem három éjszakája - Nemzeti Színház - Sík Ferenc: A különc - Várszínház - Beke Sándor: Két úr szolgája - Jókai Színház Komárno - Schlanger András: Kísértetcsárdás - Radnóti Színház - Horváth Zoltán: Parasztbecsület - MÁO/ Ferencvárosi Ünnepi Játékok - Dávid Zsuzsa: A dzsungel könyve - Gárdonyi G. Színház Eger - Beke Sándor: Mária Evangéliuma - Agria Nyári Játékok - Dávid Zsuzsa: Chioggiai csetepaté - Gárdonyi G. Színház Eger - Garas Dezső: Dandin György - Odry Színpad | - Beke Sándor: Egri csillagok - Agria Nyári Játékok - Ruszt József: A varázsfuvola - Kiscelli Romtemplom - Beke Sándor: Az ember tragédiája - Gárdonyi G. Színház Eger - Valló Péter: Íphigeneia Auliszban - Radnóti Színház - Beke Sándor: István, a király - Agria Nyári Játékok - Vidnyászky Attila: Sardaffass - Zsámbéki Nyári Színház - Beke Sándor: Bánk bán - Gárdonyi G. Színház Eger - Dér András: Sade Márkiné - Gárdonyi Géza Színház Eger - Dér András: Szentivánéji álom - Budafok, Vojnovics-Huszár Villa - Nagy S. Tamás: Mágnás Miska - Katona József Színház (Kecskemét) - Nagy S. Tamás: Mátyás mesék - Katona József Színház (Kecskemét) - Nagy S. Tamás: A revizor - Katona József Színház (Kecskemét) - Nagy S. Tamás: A mi Józsink - Katona József Színház (Kecskemét) - Nagy S. Tamás: Szarvaskirály - Zalai Nyári Játékok - Béres Attila: Cigányszerelem – Szegedi Szabadtéri Játékok |

## Szakmai szerepvállalások
- 1986-tól A Magyar Táncművészek Szövetsége tagja, 1999-2011-ig elnökségi tag
- 1991-1999 A Kortárs Táncszínházi Egyesület tagja, 1996-99-ig vezetőségi tag
- 1995-2000 A Közép-Európa Táncszínház Alapítvány titkára, kuratóriumi tag
- 1996-tól Az Alternatív és Független Színházak Szövetsége tagja, 2003-2011-ig alelnök
- 1997-től A Közép-Európa Táncszínház Egyesület alapító tagja, elnök
- 2001-től Az UNESCO – ASSISTEJ Magyar Központ tagja, 2015-től elnökségi tag
- 2002. A Kortárs Táncalkotók Szakmai Társasága, alapító tagja
- 2004-től A Magyar Koreográfusok Társasága S.H.C. alapító tagja, 2004-2009 elnökségi tag
- 2005-2010 A Szerzői Jogi Szakértő Testület tagja (Magyar Koreográfusok Társasága delegáltja)
- 2009-2011 Az Előadó-művészeti Tanács tagja (Magyar Táncművészek Szövetsége delegáltja)
- 2011-től A Hagyományok Háza Baráti Kör, önkéntese
- 2016-tól A Nemzeti Tehetség Program, pályázatértékelő szakmai bizottságának a tagja
- 2017-től A Bihari János Kulturális Egyesület tagja
- 2017-től A Szegedi Papucsért Alapítvány a Kuratórium elnöke
- 2018-tól A Magyar Művészeti Akadémia köztestületi tagja
- 2020-2024 A Nemzeti Előadó-művészeti Érdekegyeztető Tanács tagja (Magyar Rektori Konferencia delegáltja)

## Zsűrizések
- Zalai Kamaratánc Fesztivál
- Szolnoki Országos Néptáncfesztivál
- Molnár István Koreográfiai Fórum, Budapest
- Tóth Ferenc Gyermektánc Koreográfiai Verseny, Szekszárd
- Országos Szólótánc Fesztivál, Békéscsaba
- Magyar Táncművészeti Főiskola Koreográfus Verseny, Budapest
- Országos Klasszikus Balett- és Modern-Kortárs Tánc Verseny, Győr

## Imre Zoltán Program – Mentor
- 2019. Mádi László
- 2019. Szírtes Krisztina
- 2020. Mádi László
- 2021. Fundák Kristóf
- 2022. Dabóczi Dávid

## Sorozatszerkesztő
- MTV – Szép Magyar Táncok
- MTV – Koreográfus portrék
- Hagyományok Háza – Fókuszban a koreográfusok
- Hagyományok Háza – Kortárs Néptánc Estek

## Díjak, kitüntetések
- Országos Szólótáncfesztivál – Junior díjas (1975)
- Országos Szólótáncfesztivál – Aranysarkantyús Táncos (1975)
- A Népművészet Ifjú Mestere (1975)
- Ki mit tud? (TV) néptánc szólista győztes (1977)
- Országos Szólótáncfesztivál – Aranysarkantyús Táncos (1977)
- Országos Szólótáncfesztivál – Örökös Aranysarkantyús Táncos (1979)
- Nívódíjas koreográfus (1985, 1986, 1988, 1989)
- Művelődési Minisztérium Eötvös Alapítvány alkotói ösztöndíj (1987)
- Dél-alföldi Nemzetőrség – főhadnagy (1995)
- Pro KET-díj (1997)
- A Magyar Köztársasági Érdemrend kiskeresztje (1998)
- A Hazáért Érdemkereszt (1998)
- A Magyar Kultúra Lovagja (2000)
- Hűség a Hazához Érdemkereszt (2000)
- Egyesült Királyság Szent György Lovagrend Lovagja (2001)
- ’56-os Jubileumi Nemzetőr Emlékérem (2001)
- '56-os Vitézi Lovagrend (2001)
- Dél-alföldi Nemzetőrség – ezredes (2002)
- Harangozó Gyula-díj (2003)
- A Szent György Lovagrend nagykeresztje (2006)
- Imre Zoltán-díj (2009)
- A Táncművészetért-díj (2010)
- Pro Urbe Erzsébetváros (2017)
- A Magyar Érdemrend tisztikeresztje (2017)
- Magyar Művészeti Akadémia kutatói ösztöndíj (2018-2020)
- Érdemes művész (2019)
- Hevesi Sándor díj (2025)

## Külső linkek
- Hagyomány és innováció – Beszélgetés Szögi Csabával a szegedi papucsról, táncról, színházról, tehetségkutatásról és tehetséggondozásról
- Sokszínűség és műhelymunka – interjú Szögi Csabával
- Puszta video
- Az innovációra költeni kell – Kutszegi Csaba Szögi Csabával beszélget
- ÚJ PRIORITÁSOK A KULTÚRÁBAN, VAGY GAZDASÁGI KÉNYSZER?
- TESTI MESÉK-Jászay Tamás kritikája Archiválva 2020. szeptember 20-i dátummal a Wayback Machine-ben
- Nulladik típusú találkozások-Criticai Lapok
- port.hu
- Szúdy Eszter – Beszélgetés Énekes Istvánnal és Szögi Csabával